# Оськин, Александр Петрович
Алекса́ндр Петро́вич О́ськин (7 апреля 1920, Малое Коровино, Рязанская губерния — 21 февраля 2010, Москва) — советский танкист, участник Великой Отечественной войны, Герой Советского Союза (23 сентября 1944), полковник (1975).
В годы Великой Отечественной войны был командиром танков Т-26 и Т-34-85. Особо отличился 12—13 августа 1944 года в ходе Львовско-Сандомирской операции. 12 августа на подступах к деревне Оглендув (ныне Сташувский повят, Свентокшиское воеводство, Польша) участвовал в отражении атаки превосходящих сил противника в составе 11 танков, уничтожив в этом бою три новейших вражеских танка «Королевский тигр», а ещё один танк — повредил. На следующий день его танк одним из первых ворвался в деревню Оглендув, в результате чего были захвачены три танка «Королевский тигр».

## Биография

### Ранние годы
Родился 7 апреля 1920 года в деревне Малое Коровино Рязанской губернии (ныне в составе Большекоровинского сельского поселения Захаровского района Рязанской области). С 1932 года жил в Москве. В 1935 году окончил 7 классов школы, в 1938 году — 2 курса Московского финансово-экономического техникума. Работал налоговым инспектором в Москве.
В армии с октября 1940 года. Служил в танковых войсках в Среднеазиатском военном округе. В 1941 году окончил полковую школу.

### В годы Великой Отечественной войны
Участник Великой Отечественной войны: в июле – сентябре 1941 – командир танка Т-26 209-го танкового полка 104-й танковой дивизии, в сентябре 1941 – командир танка Т-26 145-й танковой бригады. Воевал на Западном (июль – август 1941) и Резервном (август – сентябрь 1941) фронтах. Участвовал в Смоленском сражении. 18 сентября 1941 года в районе города Ельня (Смоленская область) был тяжело ранен в голень правой ноги. До января 1942 года находился на излечении в госпитале в Сормово (ныне в черте города Нижний Новгород). Не окончив лечение, уехал в формирующуюся танковую часть.
В июле — октябре 1942 — командир башни танка Т-34 56-й танковой бригады (Сталинградский фронт). Участвовал в обороне Сталинграда. 29 октября 1942 года был тяжело ранен и контужен во время налёта вражеской авиации и отправлен в тыл.
В январе 1944 года окончил Полтавское танковое училище (находившееся в эвакуации в городе Мары).
В июне — декабре 1944 — командир танка Т-34-85 53-й гвардейской танковой бригады (1-й Украинский фронт). Участвовал в Львовско-Сандомирской операции.

### Первое применение «Тигров II» на Восточном фронте

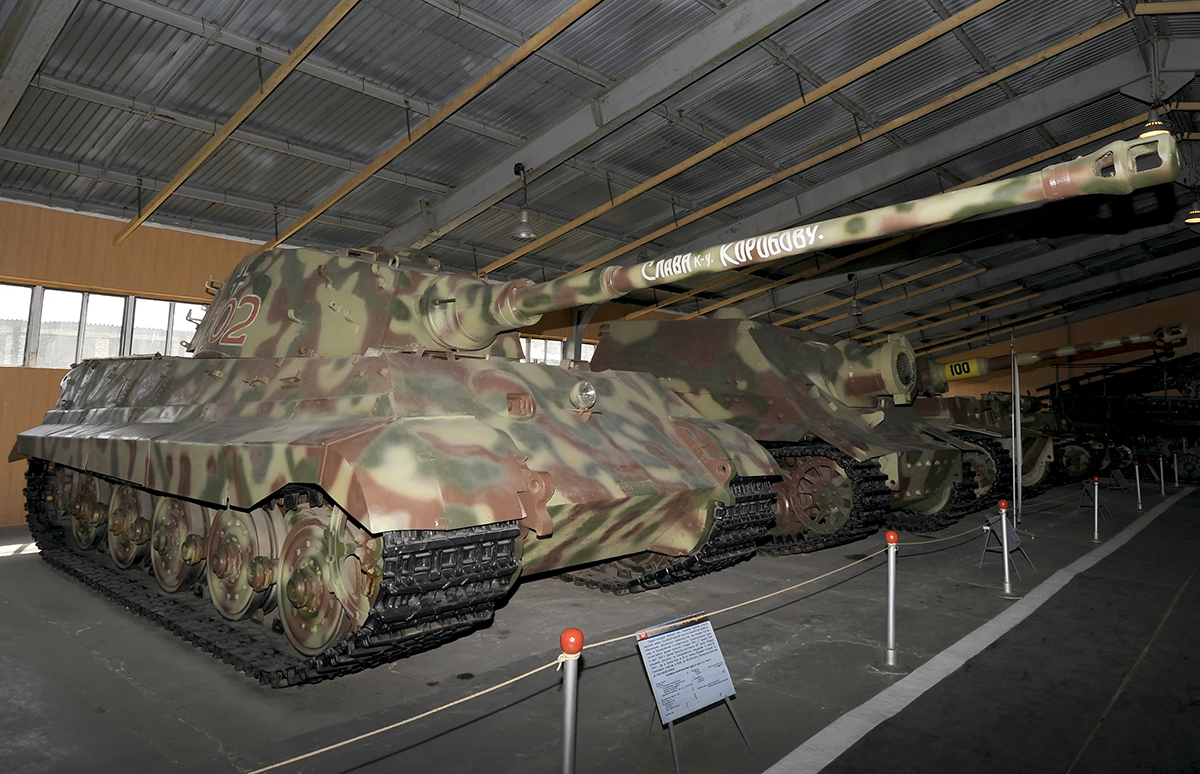
Танк «Тигр II» № 502 в бронетанковом музее в Кубинке, апрель 2010

12 августа 1944 года, действуя в составе танковой группы на Сандомирском плацдарме на подступах к деревне Оглендув (Сташувский повят, Свентокшиское воеводство, Польша), отразил атаку превосходящих сил противника в составе 11 танков. В бою экипаж Т-34-85 А. П. Оськина (механик-водитель А. Стеценко, командир орудия А. Мерхайдаров, радист А. Грудинин и заряжающий А. Халчев) из засады уничтожил три новейших немецких танка «Королевский тигр» (T-VIB «Тигр-II») 501-го тяжёлого танкового батальона, а один танк повредил (по другим данным — экипажем А. П. Оськина был уничтожен только один головной танк, а два остальных буквально изрешетили основные силы бригады и части усиления). Это было первое боевое применение немецких тяжёлых танков «Тигр II» на Восточном фронте, которое закончилось полной неудачей для немецких танкистов.
На следующий день, 13 августа 1944 года, его танк одним из первых ворвался в деревню Оглендув и уничтожил десятки вражеских солдат. В ходе этого боя были захвачены три танка «Королевский тигр» в исправном состоянии, которые были направлены в Кубинку на НИБТ Полигон для изучения. Машину № 502 можно ныне увидеть в бронетанковом музее в Кубинке.
Указом Президиума Верховного Совета СССР от 23 сентября 1944 года за мужество и героизм, проявленные в боях, гвардии младшему лейтенанту Оськину Александру Петровичу присвоено звание Героя Советского Союза с вручением ордена Ленина и медали «Золотая Звезда». А его командир орудия гвардии старший сержант Абубакир Юсупович Мерхайдаров был удостоен ордена Красного Знамени.

### Послевоенные годы
С января 1945 года — слушатель командного факультета Военной академии бронетанковых и механизированных войск. Из-за последствий контузии в декабре 1945 года был вынужден прекратить обучение. До декабря 1951 года служил в парке учебных машин Военной академии бронетанковых и механизированных войск: старшим механиком-водителем, командиром взвода, заместителем командира и командиром роты иностранных танков. Освоил все типы отечественных и несколько типов зарубежных танков того периода.
В 1952 году окончил Ленинградскую высшую офицерскую бронетанковую школу. В 1952—1954 — начальник штаба учебно-паркового батальона обеспечения Военной академии бронетанковых и механизированных войск.
В 1957 году окончил Военную академию бронетанковых войск. Продолжал службу в танковых войсках: командиром танкового батальона (в Южной группе войск, Венгрия) и командиром батальона учебно-боевых танков учебного танкового полка (в Московском военном округе).
В 1964—1971 — преподаватель и старший преподаватель военной кафедры Московского института стали и сплавов. С октября 1971 года подполковник А. П. Оськин — в запасе.
В 1971—1972 годах работал старшим инженером в Московском институте стали и сплавов, в 1972—1985 — военруком в Московском механико-технологическом техникуме пищевой промышленности.
Жил в Москве. Умер 21 февраля 2010 года. Похоронен на Кузьминском кладбище в Москве.

## Награды и звания
Советские государственные награды и звания:
- Герой Советского Союза (23 сентября 1944[12]);
- Орден Ленина (23 сентября 1944[12]);
- Орден Отечественной войны I степени (11 марта 1985);
- Орден Красной Звезды (26 октября 1955);
- Медали, в том числе:
  - Медаль «За боевые заслуги» (15 ноября 1950).

## Документальные фильмы
- Герой Советского Союза Александр Оськин. Студия «Крылья России» (2008). — Дороже Золота - Герой Советского Союза. Цикл передач. Дата обращения: 21 октября 2014.